# Dillenburg
Dillenburg er en by i Lahn-Dill-Kreis i den tyske delstat Hessen. I 2012 havde byen 23.749 indbyggere. 
De hollandske statholdere Vilhelm den Tavse og Morits af Oranien var fødte i Dillenburg.